# Montpellier Hérault Sport Club 2012-2013
Questa voce raccoglie le informazioni riguardanti il Montpellier Hérault Sport Club nelle competizioni ufficiali della stagione 2012-2013.

## Rosa
| N. |                      | Ruolo | Calciatore         |
| -- | -------------------- | ----- | ------------------ |
| 1  | Francia (bandiera)   | P     | Laurent Pionnier   |
| 2  | Francia (bandiera)   | D     | Garry Bocaly       |
| 4  | Brasile (bandiera)   | D     | Hilton             |
| 5  | Camerun (bandiera)   | D     | Henri Bedimo       |
| 6  | Francia (bandiera)   | C     | Joris Marveaux     |
| 7  | Nigeria (bandiera)   | A     | John Utaka         |
| 8  | Francia (bandiera)   | A     | Anthony Mounier    |
| 9  | Francia (bandiera)   | A     | Gaëtan Charbonnier |
| 10 | Marocco (bandiera)   | C     | Younès Belhanda    |
| 11 | Argentina (bandiera) | A     | Emanuel Herrera    |
| 12 | Francia (bandiera)   | D     | Daniel Congré      |
| 13 | Cile (bandiera)      | C     | Marco Estrada      |
| 14 | Francia (bandiera)   | C     | Romain Pitau       |
| 15 | Francia (bandiera)   | C     | Jonathan Tinhan    |
| 16 | Francia (bandiera)   | P     | Geoffrey Jourdren  |
| 18 | Marocco (bandiera)   | A     | Karim Aït-Fana     |

| N. |                        | Ruolo | Calciatore             |
| -- | ---------------------- | ----- | ---------------------- |
| 19 | Senegal (bandiera)     | A     | Souleymane Camara      |
| 20 | Francia (bandiera)     | C     | Rémy Cabella           |
| 21 | Marocco (bandiera)     | D     | Abdelhamid El Kaoutari |
| 22 | Francia (bandiera)     | D     | Benjamin Stambouli     |
| 23 | Tunisia (bandiera)     | C     | Jamel Saihi            |
| 24 | Francia (bandiera)     | A     | Bangali-Fodé Koita     |
| 25 | Francia (bandiera)     | D     | Mathieu Deplagne       |
| 26 | Francia (bandiera)     | C     | Bryan Dabo             |
| 27 | Francia (bandiera)     | D     | Cyril Jeunechamp       |
| 28 | Francia (bandiera)     | C     | Jonas Martin           |
| 29 | Francia (bandiera)     | C     | Guillaume Legras       |
| 30 | Francia (bandiera)     | P     | Jonathan Ligali        |
| 31 | Francia (bandiera)     | D     | Teddy Mézague          |
| 32 | Francia (bandiera)     | C     | Adrien Coulomb         |
| 34 | Paesi Bassi (bandiera) | A     | Abdoul Karim Sylla     |
| 40 | Francia (bandiera)     | P     | Baptiste Valette       |